# Il mondo cambierà
Il mondo cambierà è il nono album del cantante italiano Gianni Morandi, pubblicato dall'etichetta discografica RCA nel 1972.
Il disco, prodotto da Franco Migliacci, contiene tra l'altro: Ho visto un film, cover di Here's to You presentata l'anno prima al Cantagiro; Parla più piano, versione in italiano di Speak Softly Love, colonna sonora del film Il padrino; il brano omonimo dell'album, secondo classificato a Canzonissima; Vado a lavorare, quarto al Festival di Sanremo; Un mondo d'amore, già inciso 5 anni prima.

## Tracce

### Lato A
1. Il mondo cambierà
2. Ho visto un film (Here's to You)
3. 3 dicembre, verso sera
4. Principessa
5. Com'è grande l'universo
6. Un mondo d'amore

### Lato B
1. Parla più piano (Speak Softly Love)
2. T'aspetto qui
3. Vita in bianco e in nero
4. L'ospite
5. Vado a lavorare